# Premis ATV 2010
Els XIII Premis ATV corresponents a 2010 foren entregats per l'Acadèmia de les Ciències i les Arts de Televisió d'Espanya el 30 de juny de 2011. La cerimònia va tenir lloc a l'Auditori Nacional de Música de Madrid. Fou presentada per Silvia Jato i Francine Gálvez i retransmesa per La 2. La major part dels premis van anar a parar novament a programes de TVE.

## Premis i candidatures

### Millor programa informatiu
- Informe semanal (La 1)
- Los desayunos de TVE (La 1)
- Telediario (La 1)

### Programa d'actualitat
- Españoles en el mundo (La 1)
- El Intermedio (laSexta)
- Salvados (laSexta)

### Programa d'entreteniment
- Buenafuente (laSexta)
- El Hormiguero (Cuatro)
- La hora de José Mota (La 1)

### Programa de ficció
- Cuéntame cómo pasó (La 1)
- Águila Roja (La 1)
- Amar en tiempos revueltos (La 1)

### Programa documental
- Comprar, tirar, comprar (TV3, (La 2) i ARTE-França/Alemanya)
- En Portada ((La 1), (La 2) i Canal 24 horas)
- Un país para comérselo (La 1)

### Presentador de programes informatius
- Ana Blanco ('Telediario' 1 - La 1)
- Ana Pastor ('Los desayunos de TVE' - La 1)
- Pepa Bueno ('Telediario 2' - La 1)

### Presentador de programes d'entreteniment
- Andreu Buenafuente ('Buenafuente' – laSexta)
- José Miguel Monzón, "Wyoming" ('El Intermedio' – laSexta)
- Susanna Griso ('Espejo público' – Antena 3)

### Reporter
- Almudena Ariza Núñez (informatius - La 1)
- Jordi Évole ('Salvados' – laSexta)
- Rosa María Molló (informatius– La 1)

### Actor de sèrie
- Emilio Gutiérrez Caba ('Gran Reserva' – La 1)
- Imanol Arias ('Cuéntame cómo pasó' – La 1)
- Paco León ('Aída'- Telecinco)

### Actriu de sèrie
- Ana Duato ('Cuéntame cómo pasó' – La 1)
- Inma Cuesta ('Águila Roja' – La 1)
- Paula Echevarría ('Gran Reserva' – La 1)

### Guionista
- Equip de Cuéntame cómo pasó (La 1 de TVE)
- Equip d' 'Aída' (Telecinco)
- Equip d' 'Amar en tiempos revueltos' (La 1 de TVE)

### Director
- Alicia G. Montano ('Informe Semanal' – La 1 de TVE)
- Agustín Crespi, Antonio Cano, Azucena Rodríguez, Moisés Ramos i Antonio Cuadri ('Cuéntame cómo pasó' – La 1 de TVE)
- Pablo Motos i Jorge Salvador ('El Hormiguero' – Cuatro)

### Realitzador
- Rosa Alcántara, Carlos Alonso Pacheco, Carlos López, Paola Guerra, Míkel Marín Iglesias, Cristina Moreno Chana, Teresa Pérez Casado i Mariano Rodrigo Calvo ('Informe Semanal' – La 1 de TVE)
- Gabriel García Álvarez ('Cuéntame cómo pasó' – La 1 de TVE)
- Raúl Calvo, Carlota Martínez, Francisco Parra, Ana Romero i Rosa González ('Águila Roja' – La 1 de TVE)

### Productor
- Miguel Ángel Cobos ('Fórmula 1' – La Sexta)
- Jaume Banacolocha i Joan Bas ('Amar en tiempos revueltos' – La 1 de TVE)
- Miguel Ángel Bernadeau ('Cuéntame cómo pasó' – La 1 de TVE)

### Director de fotografia i il·luminador
- David Arribas, Gonzalo Flórez, Adolfo Hernández i Javier Castrejón ('Águila Roja' – La 1 de TVE)
- Jacobo Martínez ('Gran Reserva' – La 1 de TVE)
- Tote Trenas ('Cuéntame cómo pasó' - La 1 de TVE)

### Director d'art i escenografia
- Fernando González, Laura Herrera y Héctor G. Bertrand ('Águila Roja' – La 1 de TVE)
- David Bello (XII Premios Academiatv- VeoTV)
- Gonzalo Gonzalo, Roberto Carvajal, Manolo López, Fernando Navarro, Carlos Llanos i Beatriz Luján ('Cuéntame cómo pasó' – La 1 de TVE)

### Maquillatge, perruqueria i caracterització
- Helena Fenoy, Elisabeth Sánchez, Raquel Mendoza, Alice del Bello, Yolanda Serrablo i Claudia Abbad ('Polònia' – TV3)
- Blanca Díaz Hisado i Rebeca Domingo ('Águila Roja' – La 1 de TVE)
- Carla Orete, Jesús Gil, Pilar Carbonero i Carmen Crespillo ('Cuéntame cómo pasó' – La 1 de TVE)

### Música per televisió
- Noel Molina i Pedro Martínez ('Amar en tiempos revueltos' – La 1 de TVE)
- Daniel Sánchez de la Era ('Águila Roja' – La 1 de TVE)
- Mario de Benito, Fernando Ortí, Bernardo Fuster i Luis Mendo ('Cuéntame cómo pasó' – La 1 de TVE)

### Autopromo i/o imatge corporativa
- Bienvenidos a la nueva TVE sin publicidad (La 1 y La 2 de TVE)
- Canal + (Canal +)
- El Club de la Comedia (La Sexta)

## Premis especials i autonòmics

### Premi a Tota una vida
- José María Íñigo

### Premi a la qualitat televisiva
- Antena 3 Televisió

### Millor Programa d'actualitat Autonòmic
- 75 Minutos (Canal Sur Televisión)

### Millor Presentador/a de Programes Autonòmics
- Goyo González per Cifras y Letras (Telemadrid, Canal Sur 2 Andalucía, Aragón Televisión, Castilla-La Mancha Televisión, Canal Extremadura Televisión, Castilla y León Televisión, Televisión de Galicia)

### Millor Presentador/a d'informatius Autonòmics
- Ana Isabel Albares prr Noticias 1 Castilla-La Mancha Televisión (Castilla-La Mancha Televisión)

### Millor Ficción Autonòmica
- La Riera (Televisió de Catalunya)

### Millor informatiu Autonòmic
- TPA Noticias 1ª Edición (Televisión del Principado de Asturias)

### Millor Programa d'entreteniment Autonòmic
- Pequeños pero no invisibles (Aragón TV)